# Bataille de Berryville
Guerre de Sécession
Batailles
- Guard Hill
- Summit Point
- Smithfield Crossing
- Berryville
- 3e Winchester
- Fisher's Hill
- Tom's Brook
- Cedar Creek

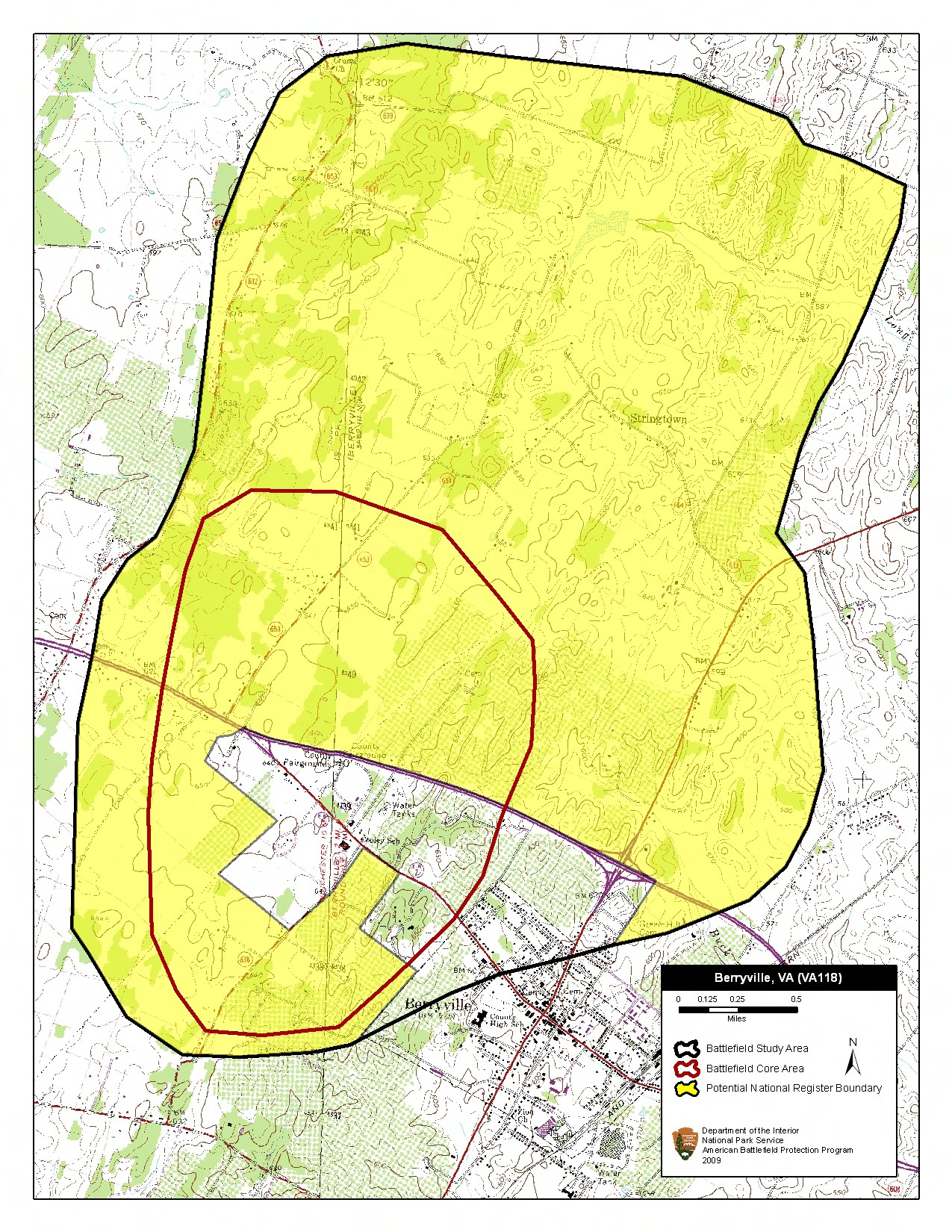
Carte du champ de bataille de Berryville et zones d'étude par le programme de protection des champs de bataille américains.

La bataille de Berryville s'est déroulée les 3 et 4 septembre 1864, dans le comté de Clarke, en Virginie,. Elle a eu lieu vers la fin de la guerre de Sécession.
Après la prise de contrôle de Smithfield Summit le 29 août, le major général de l'Union Philip H. Sheridan marche sur Berryville avec son armée de la Shenandoah de 50 000 hommes. Dans le même temps, le lieutenant général confédéré Jubal A. Early envoie la division du major général Joseph B. Kershaw vers l'est de Winchester à Berryville. À environ 17 heures, Kershaw attaque la division du colonel Joseph Thoburn de l'armée de la Virginie-Occidentale, alors qu'elle s'apprête à entrer dans le camp. Kershaw met en déroute le flanc gauche de Thoburn avant que le reste du corps n'arrive à la rescousse. L'obscurité met fin aux combats, les deux côtés acheminant des renforts importants. Le lendemain matin, Early, voyant la force de la ligne retranchée de l'Union retraite derrière l'Opequon Creek.